# Katastralgemeinde Kaltenberg
Die Katastralgemeinde Kaltenberg ist eine von zehn Katastralgemeinden der Gemeinde Eberstein im Bezirk Sankt Veit an der Glan in Kärnten. Sie hat eine Fläche von 1036,59 ha.
Die Katastralgemeinde gehört zum Sprengel des Vermessungsamtes Klagenfurt.

## Lage
Die Katastralgemeinde liegt im Süden der Gemeinde Eberstein, im Südosten des Bezirks Sankt Veit an der Glan. Landschaftlich liegt sie im Südwesten der Saualpe. Die Katastralgemeinde erstreckt sich über eine Höhenlage von 594 m ü. A. am Westrand der Katastralgemeinde, am Ortsrand von Micheldorf, bis zu 1255 m ü. A. am Plötschgekogel.

## Ortschaften
Auf dem Gebiet der Katastralgemeinde Kaltenberg liegt die Ortschaft Kaltenberg.

## Vermessungsamt-Sprengel
Die Katastralgemeinde gehört seit 1. Jänner 1998 zum Sprengel des Vermessungsamtes Klagenfurt. Davor war sie Teil des Sprengels des Vermessungsamtes St. Veit an der Glan.

## Geschichte
Ende des 18. Jahrhunderts wurden die Kärntner Steuergemeinden (später: Katastralgemeinden) gebildet und Steuerbezirken zugeordnet. Die Steuergemeinde Kaltenberg wurde Teil des Steuerbezirks Eberstein.
Im Zuge der Reformen nach der Revolution 1848/49 wurden in Kärnten die Steuerbezirke aufgelöst und Ortsgemeinden gebildet, die jeweils das Gebiet einer oder mehrerer Steuergemeinden umfassten. Die Steuer- bzw. Katastralgemeinde Kaltenberg wurde Teil der Gemeinde Hochfeistritz, bei deren Auflösung kam sie 1871 an die Gemeinde Eberstein. Die Größe der Katastralgemeinde wurde 1854 mit 1802 Österreichischen Joch und 1086 Klaftern (ca. 1037 ha, also etwa die heutige Fläche) angegeben; damals lebten 209 Personen auf dem Gebiet der Katastralgemeinde.
Die Katastralgemeinde Kaltenberg gehörte ab 1850 zum politischen Bezirk Sankt Veit an der Glan und zum Gerichtsbezirk Eberstein. Von 1854 bis 1868 gehörte sie zum Gemischten Bezirk Eberstein. Seit der Reform 1868 ist sie wieder Teil des politischen Bezirks Sankt Veit an der Glan, zunächst als Teil des Gerichtsbezirks Eberstein, seit dessen Auflösung 1978 als Teil des Gerichtsbezirks St. Veit an der Glan.